# Johannes Fried
Johannes Fried (ur. 23 maja 1942 w Hamburgu) – niemiecki historyk, mediewista.

## Życiorys
Studiował na Uniwersytecie w Heidelbergu, gdzie uzyskał doktorat w 1970 roku i w 1977 habilitację. Był profesorem na Uniwersytecie w Kolonii (1980-1983) i od 1983 na Uniwersytecie we Frankfurcie nad Menem. 

## Wybrane publikacje
- Die Entstehung des Juristenstandes im 12. Jahrhundert. Zur sozialen und politischen Bedeutung gelehrter Juristen in Bologna und Modena, Diss. phil. Heidelberg 1970 (Forschungen zur neueren Privatrechtsgeschichte 21), Köln, Wien 1974.
- Der päpstliche Schutz für Laienfürsten. Die politische Geschichte des päpstlichen Schutzprivilegs für Laien (11.-13. Jahrhundert) (Abhandlungen der Heidelberger Akademie der Wissenschaften, Phil.-hist. Kl., Jg. 1980, Nr. 1), Heidelberg 1980.
- Otto III. und Boleslaw Chrobry. Das Widmungsbild des Aachener Evangeliars, der "Akt von Gnesen" und das frühe polnische und ungarische Königtum. Eine Bildanalyse und ihre historischen Folgen (Frankfurter Historische Abhandlungen 30), Stuttgart 1989. (2nd revised edition published in Stuttgart 2001.)
- Die Formierung Europas 840-1046 (Oldenbourg Grundriß der Geschichte 6), München 1991, ²1993.
- Der Weg in die Geschichte. Die Ursprünge Deutschlands bis 1024 (Propyläen Geschichte Deutschlands 1), Berlin 1994.
- Kaiser Friedrich II. als Jäger oder ein zweites Falkenbuch Kaiser Friedrichs II. (Nachrichten der Akademie, phil.-hist. Kl. 4), Göttingen 1996. Auch erschienen in: Esculum e Federico II. L'imperatore e la città: per una rilettura dei percorsi della memoria. Atti del Convegno di studio svoltosi in occasione della nona edizione del "Premio internazionale Ascoli Piceno", Ascoli Piceno, 14-16 dicembre 1995, hg. v. Enrico Menestò, Spoleto 1998, S. 33-86
- Aufstieg aus dem Untergang. Apokalyptisches Denken und die Entstehung der modernen Naturwissenschaft im Mittelalter, München 2001.
- Les fruits de l'Apocalypse. Origenes de la pensée scientifique moderne au Moyen Âge. Avec une préface de Jean-Claude Schmitt, traduit par Denise Modigliani, Paris 2004.
- Die Aktualität des Mittelalters. Gegen die Überheblichkeit unserer Wissensgesellschaft, Sigmaringen 2003.
- Der Schleier der Erinnerung. Grundzüge einer historischen Memorik, München 2004.
- Kein Tod auf Golgatha. Auf der Suche nach dem überlebenden Jesus. Beck, München 2019, ISBN 978-3-406-73141-9.

## Publikacje w języku polskim
- Święty Wojciech i Polska, z jęz. niem. przeł. Maciej Dorna, Poznań: IH UAM 2001.
- Otton III i Bolesław Chrobry. Miniatura dedykacyjna z Ewangeliarza z Akwizgranu, zjazd gnieźnieński a królestwa polskie i węgierskie: analiza ikonograficzna i wnioski historyczne, przeł. Elżbieta Kaźmierczak, Witold Leder, Warszawa: "Wiedza Powszechna" 2000.
- Czy Gall Anonim pochodził z Bambergu?, "Przegląd Historyczny" 101 (2010), z. 3, s. 483-501.